# قصر ميان بشتة
قصر ميان بشتة (بالفارسية: کاخ میان‌پشته) هو قصر تاريخي يعود إلى عصر القاجاريون، ويقع في بندر أنزلي.

## معرض الصور

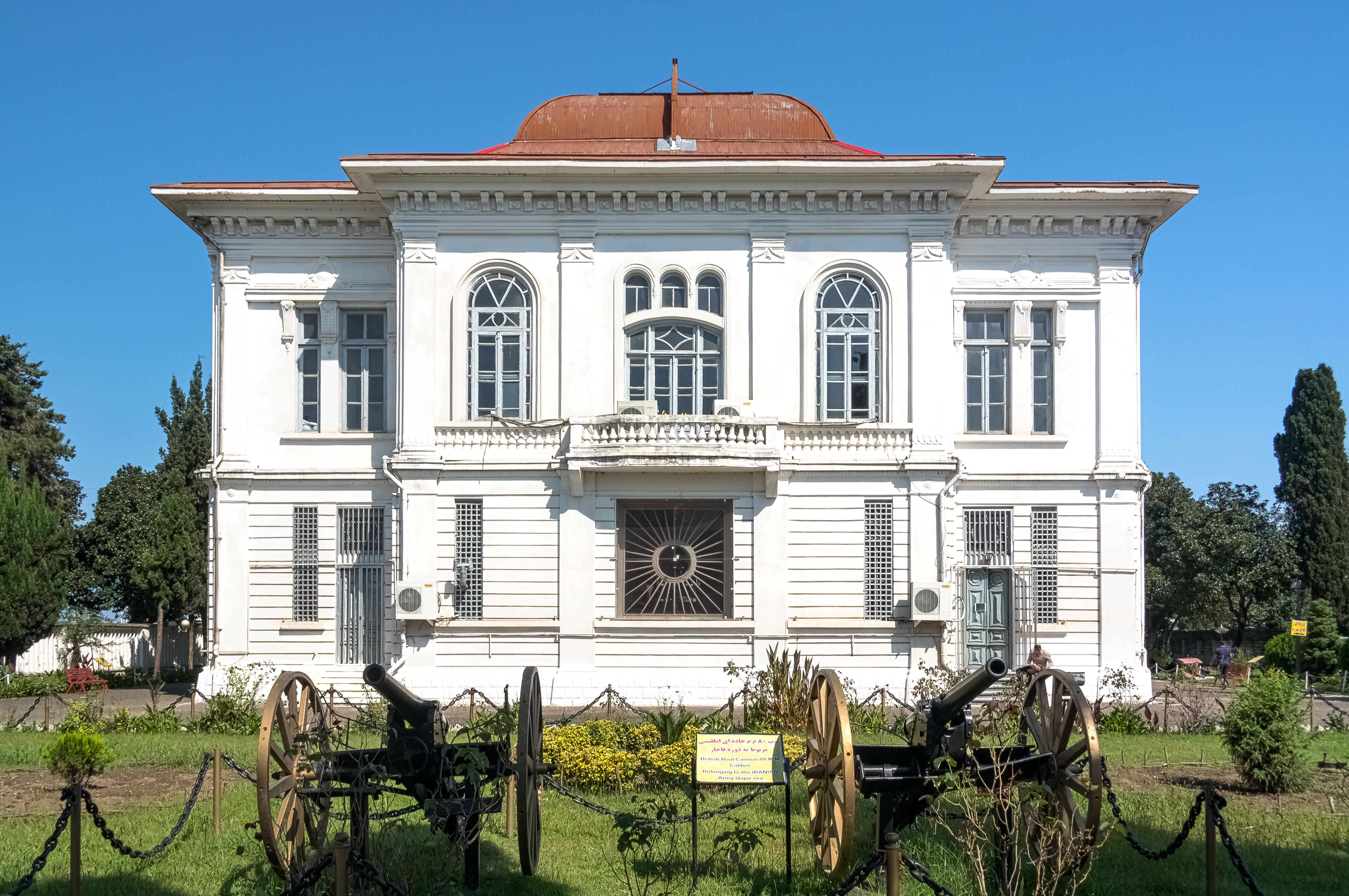
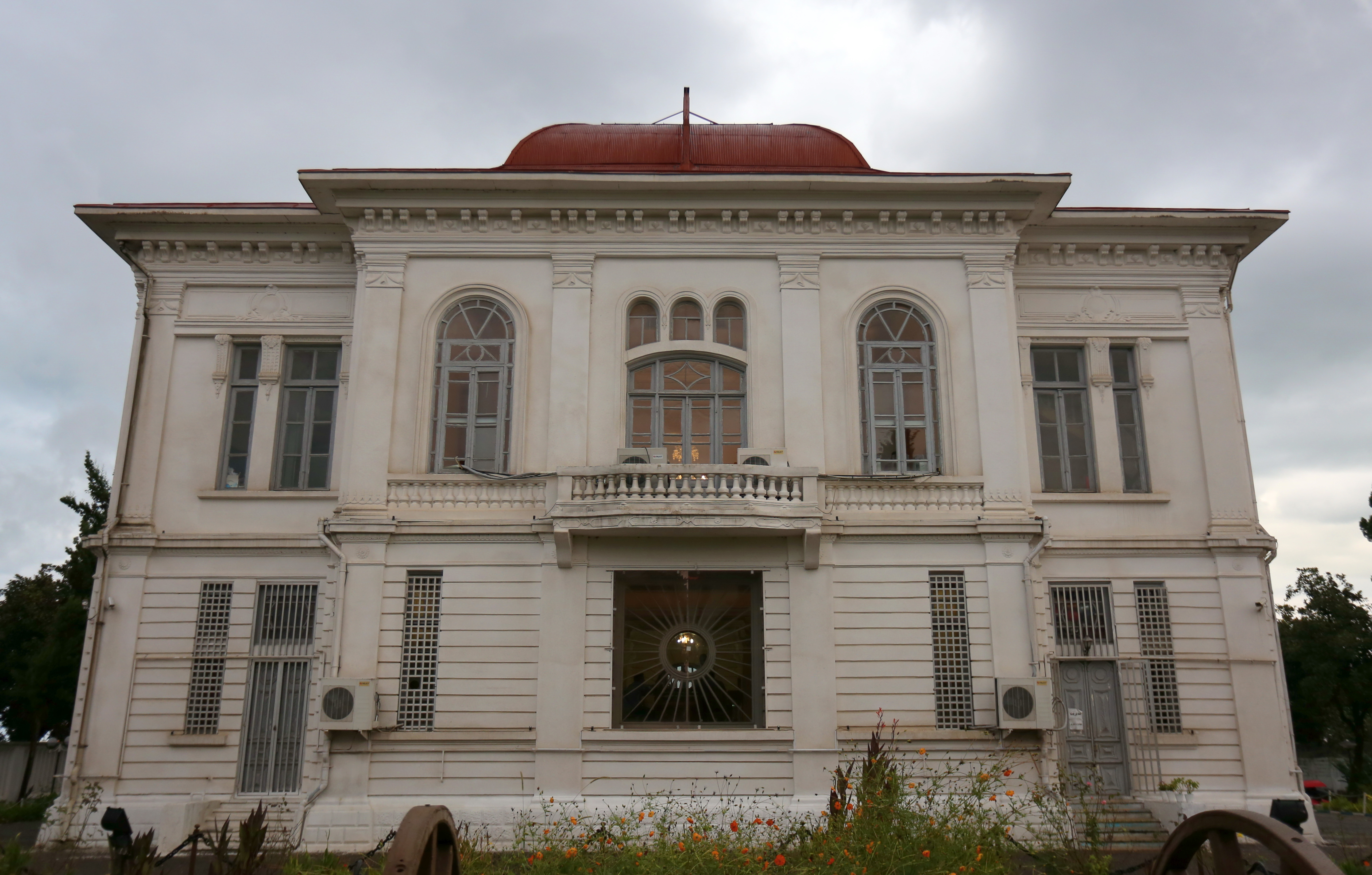
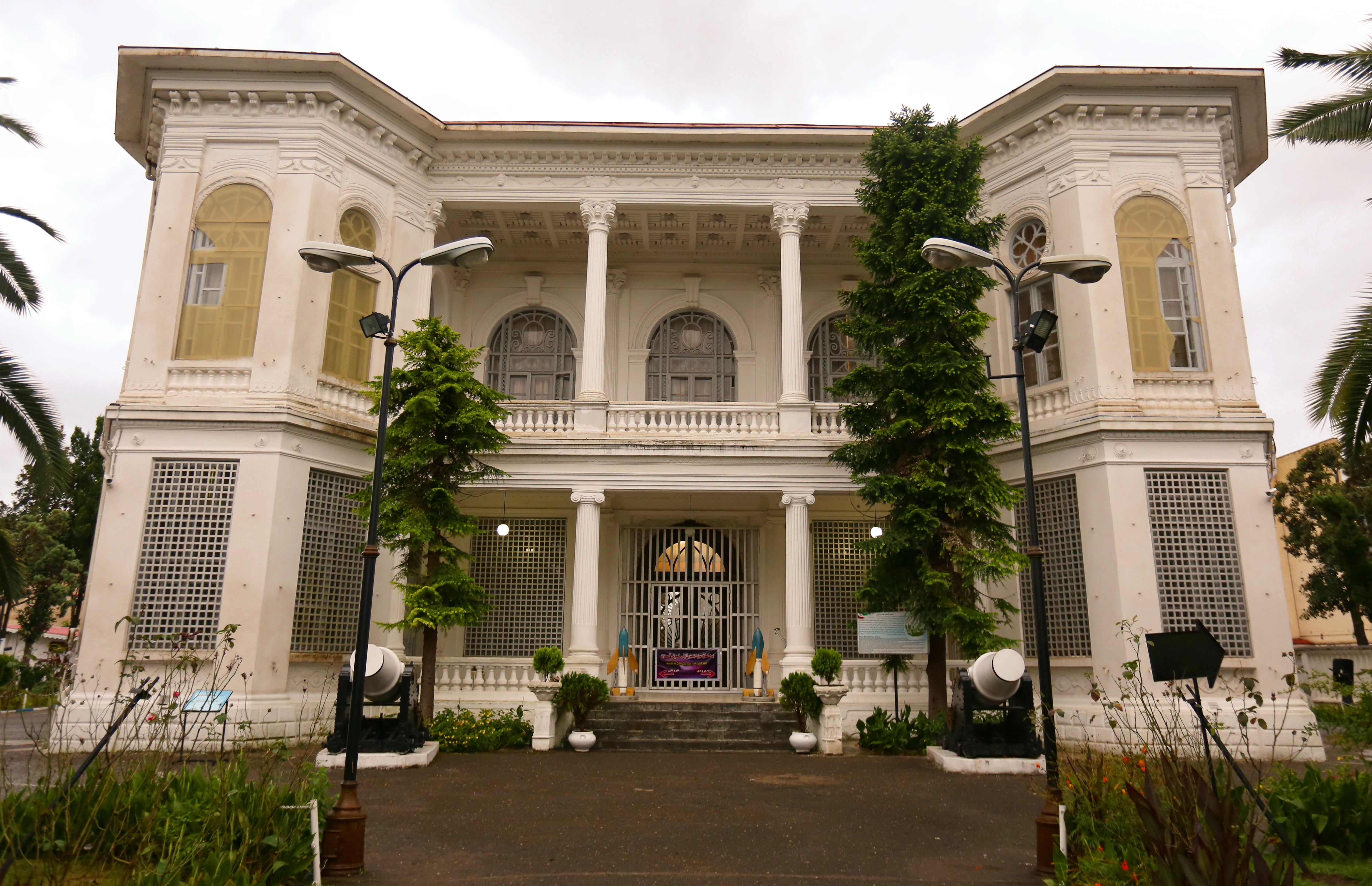
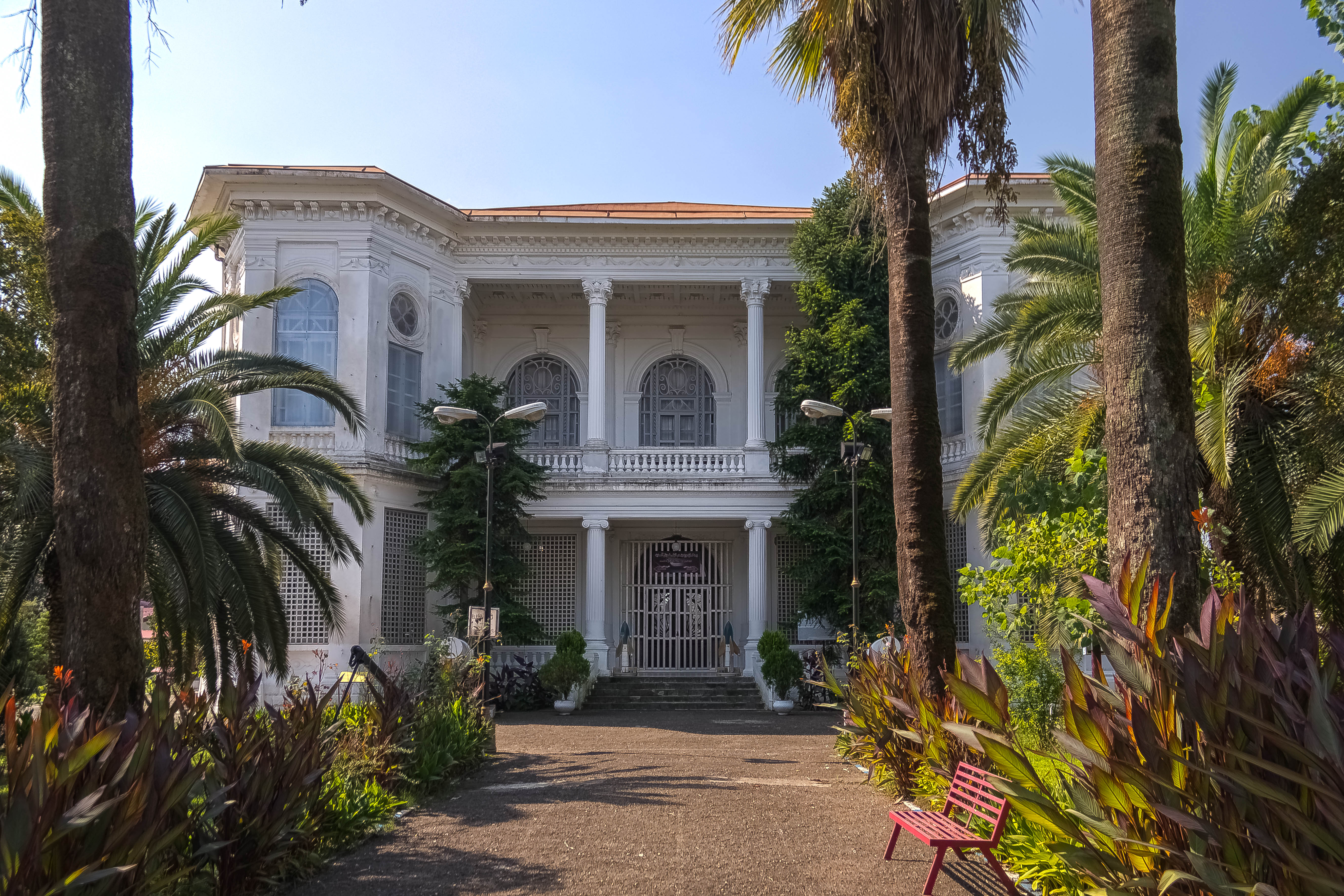
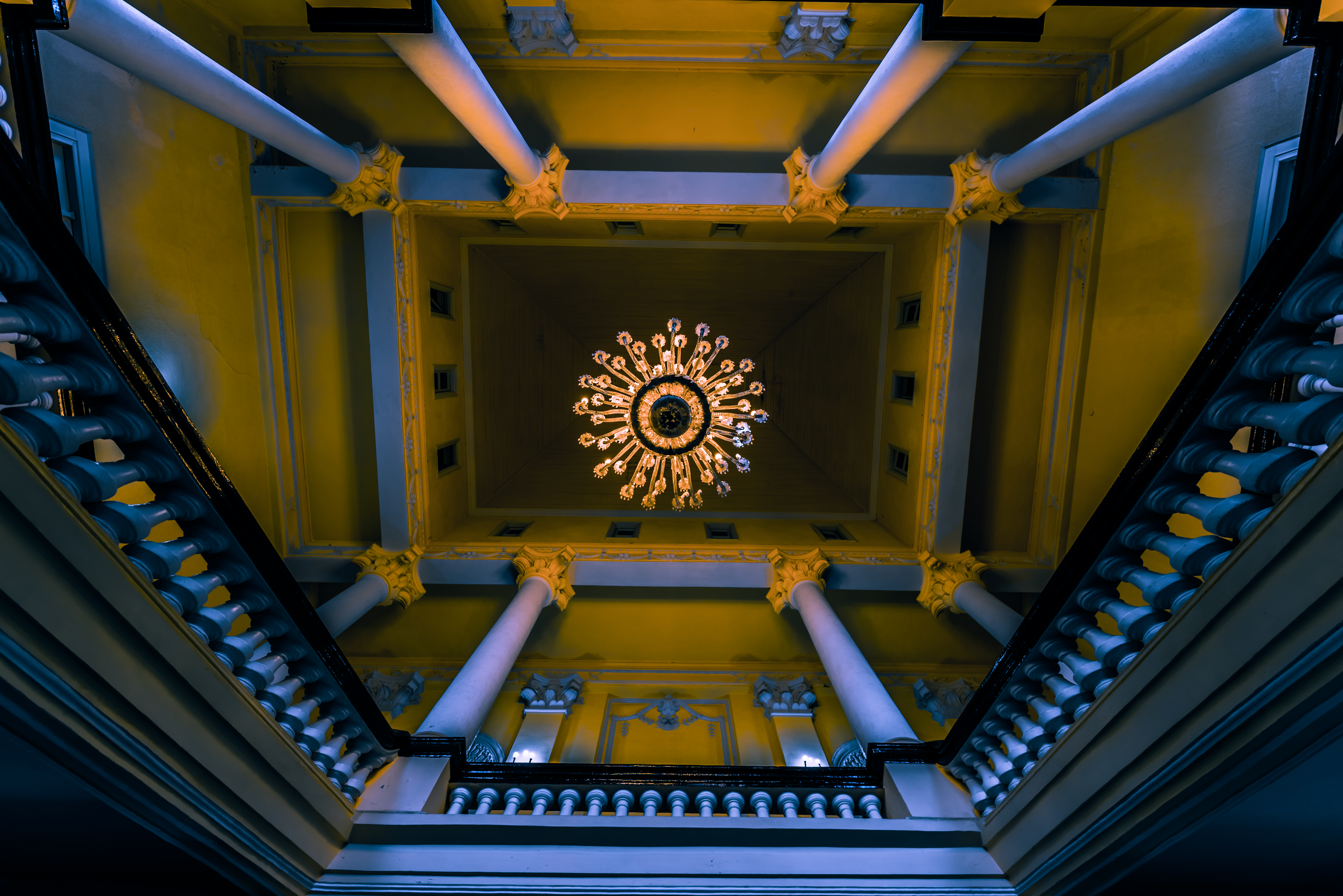
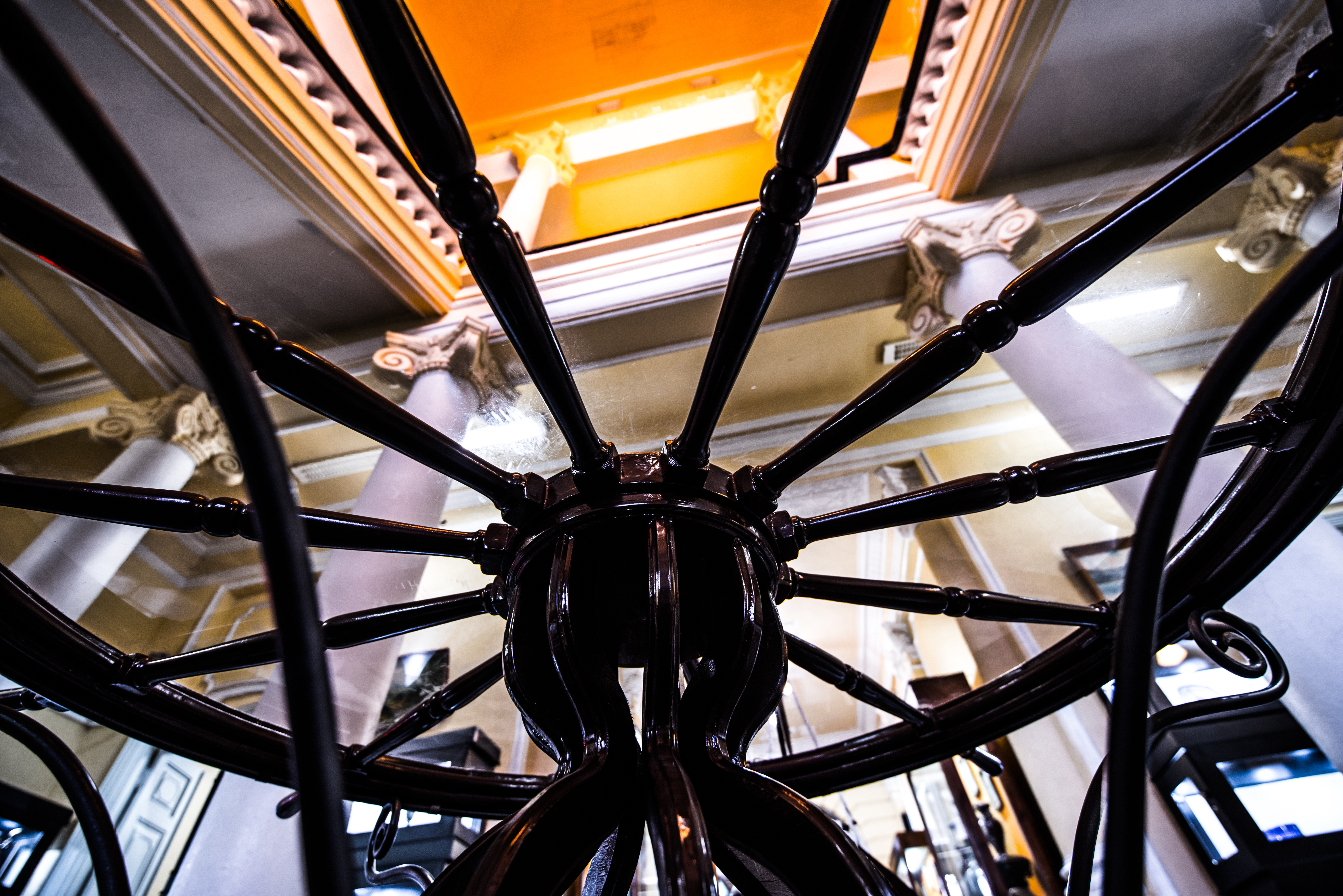
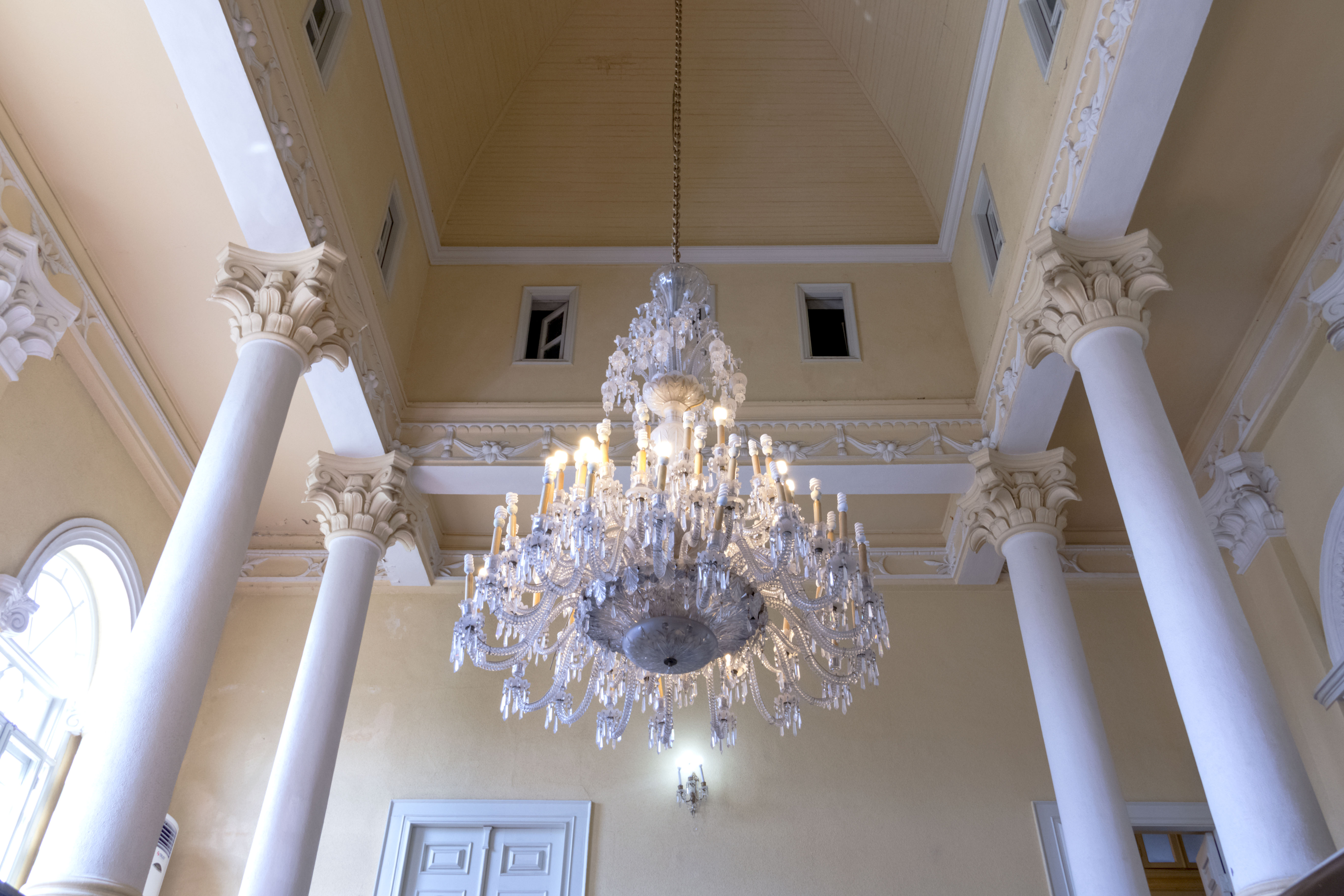
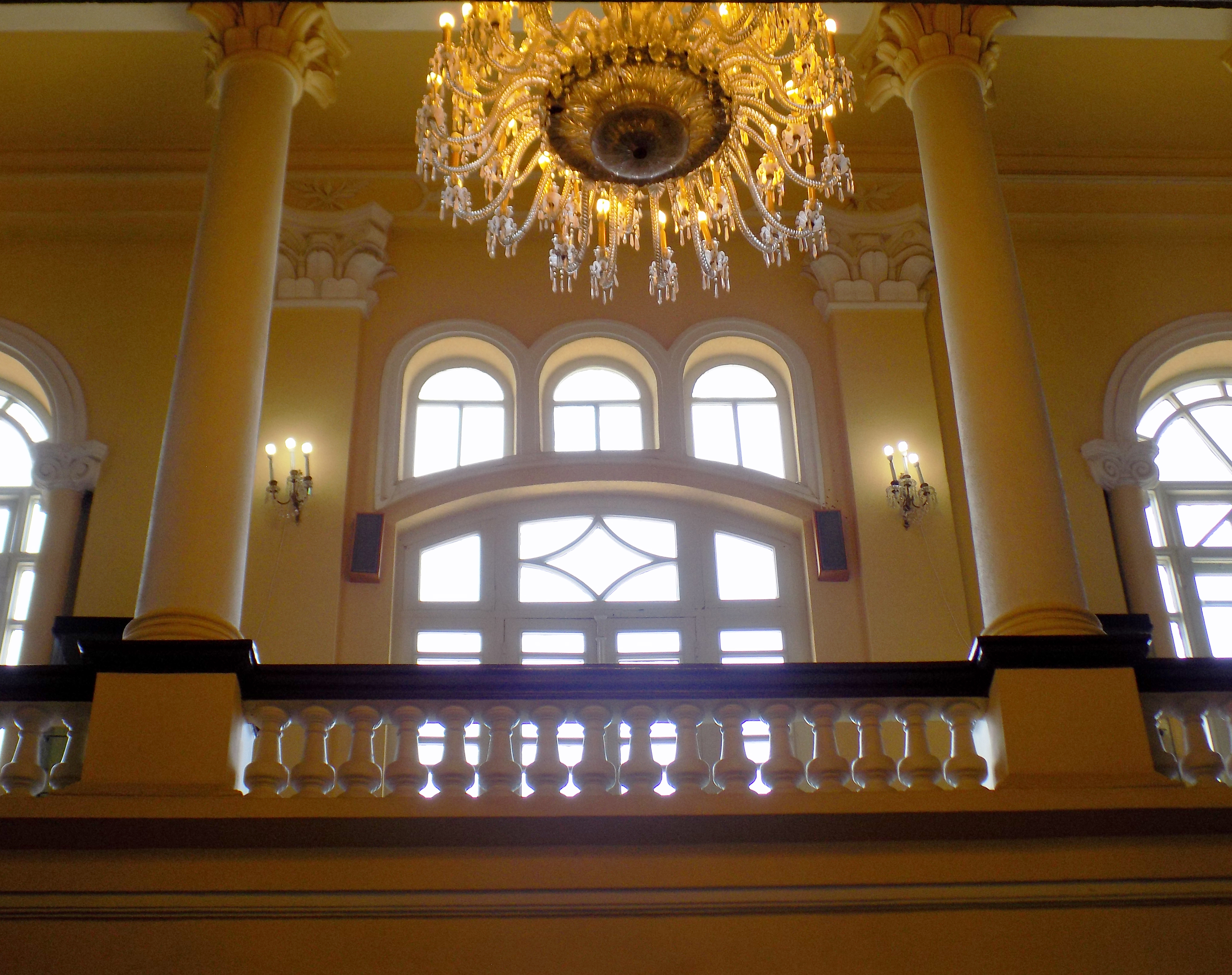
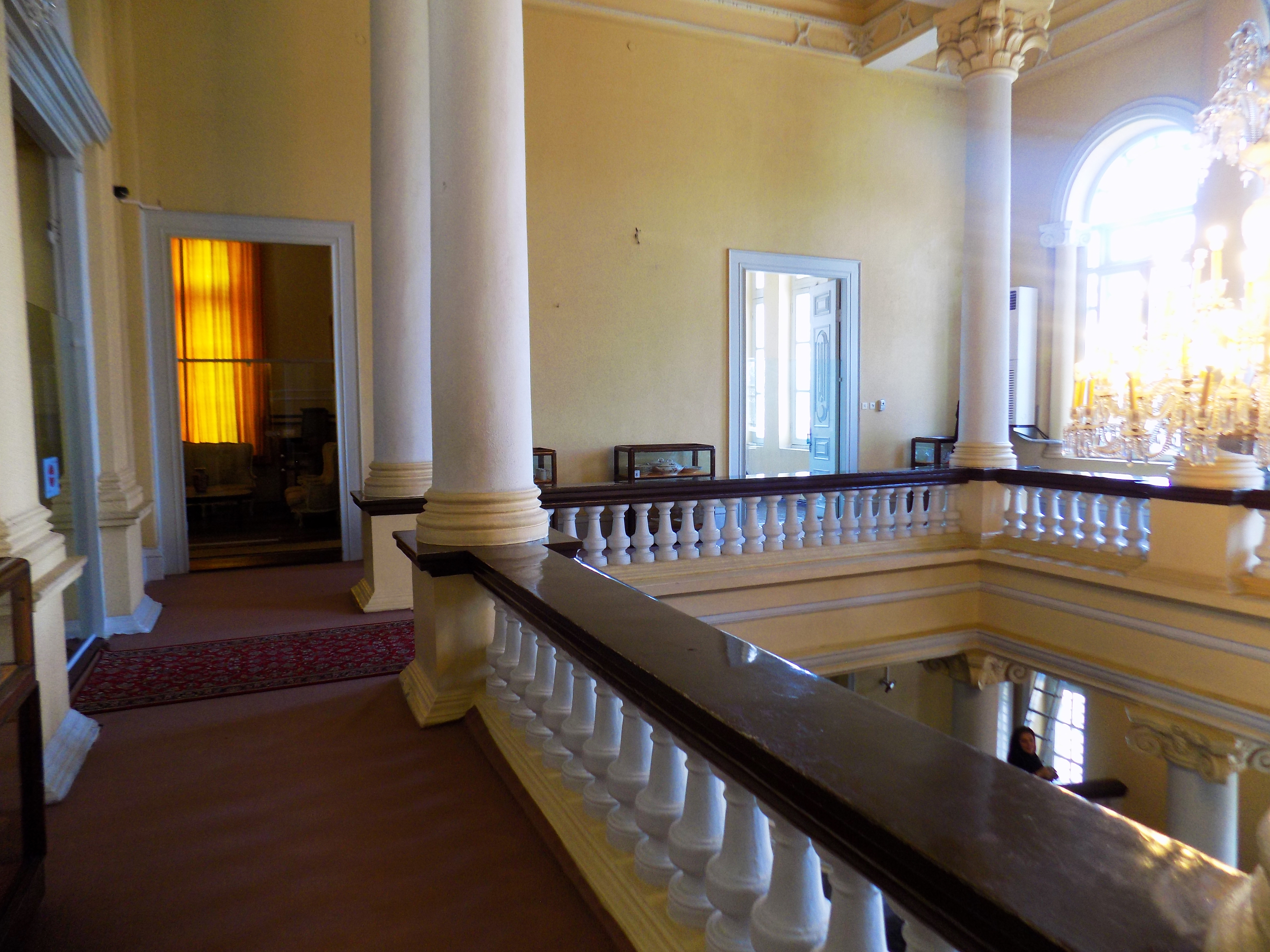
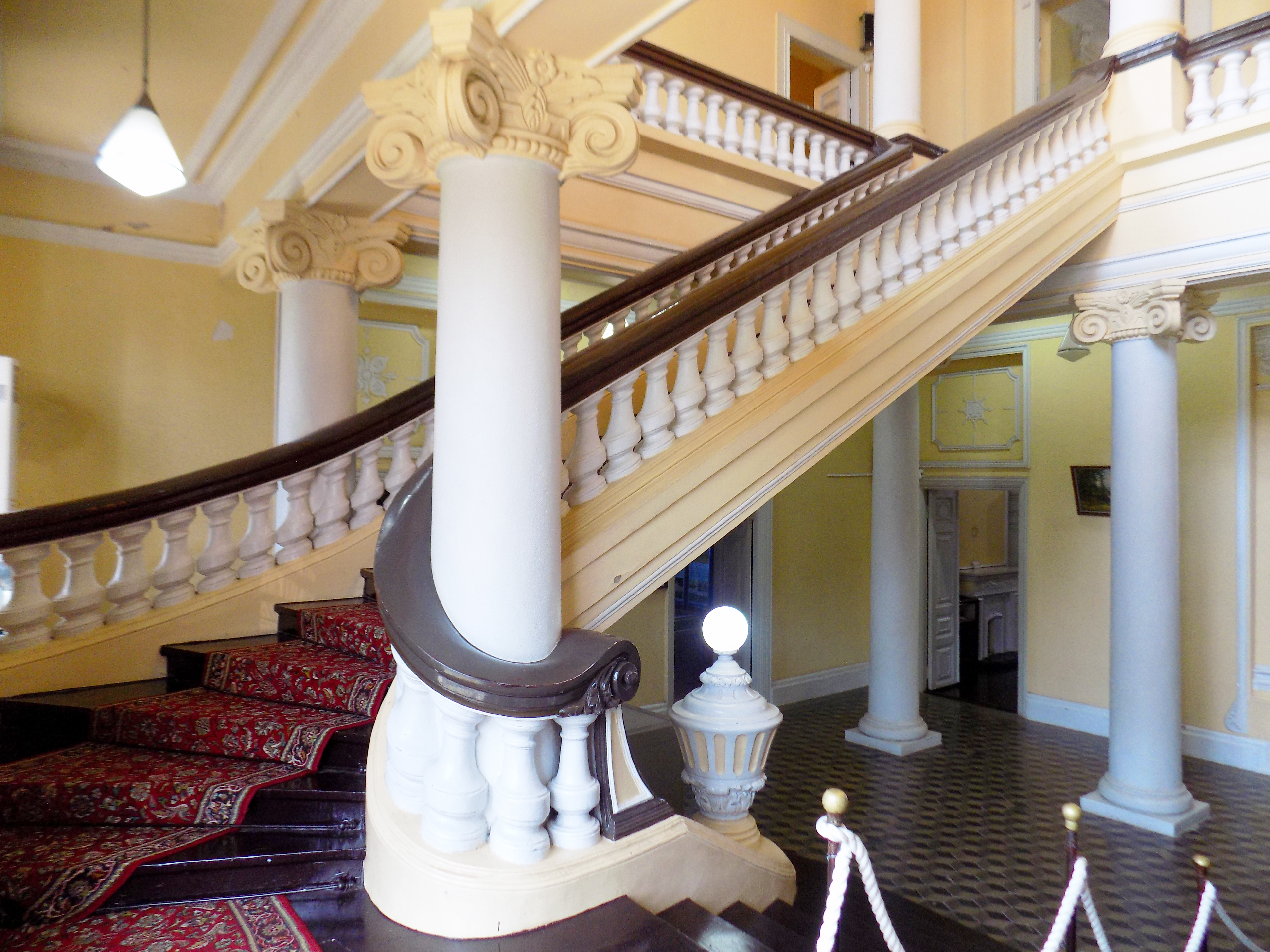
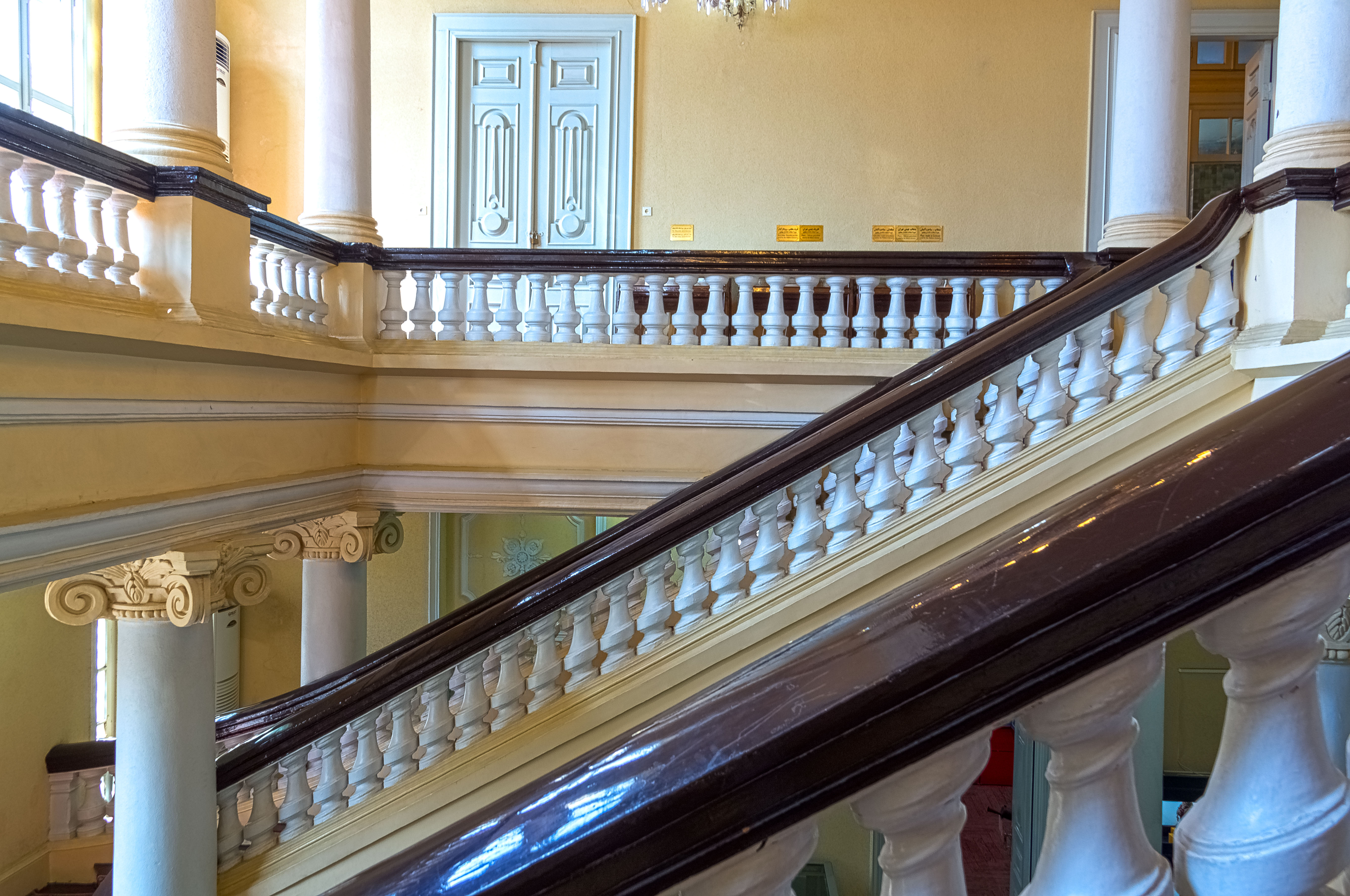
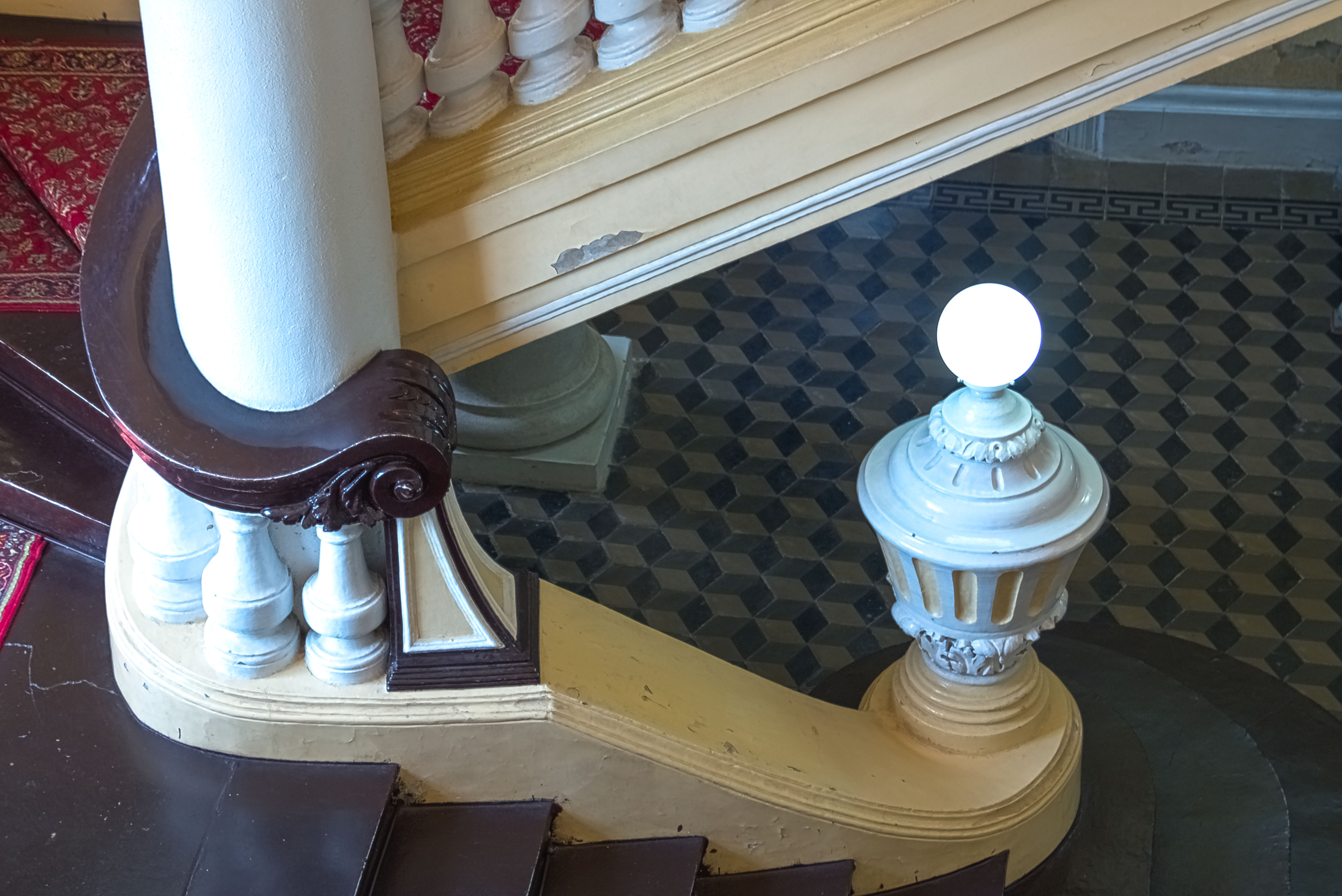